# Loerieheuwel
Loerieheuwel (även känd som bara Loerie) är en ort i Östra Kapprovinsen i Sydafrika, i Gamtoos floddal, på vägen mellan Port Elizabeth och Baviaanskloof. Folkmängden uppgick till 2 787 invånare vid folkräkningen 2011. Den har fått sitt namn från Loeriefloden, som i sin tur fått det från knysnaturakon (Tauraco corythaix), på afrikaans knysnaloerie, en turakofågel som finns i området.
Loerieheuwel är mest känd för sin årliga naartjiefestival i september, då man förutom citrusfrukten naartjie även kan smaka på traktens grönsaker och annan mat. Loeriedammen, som förser Port Elizabeth med vatten, ligger utanför orten. Reservoaren täcker 1 000 hektar.

## Historia
Nybyggare kom till området omkring 1745, och de första gårdarna byggdes 1817. Den första skolan öppnades 1890. 1899 beslutades att man skulle dra en järnvägslinje mellan Port Elizabeth och Avontuur. 1906 stod järnvägen klar, och 1914 hade linjen utökats till Patensie. 1933 öppnades en kalkstensgruva på orten, och kalksten utvanns här ända in på 1990-talet. Kalkstenen transporterades till järnvägsstationen på en 8 km lång linbana, den näst längsta i landet, men linbanan revs när gruvan stängdes.